# ديريك هنري
ديريك هنري (بالإنجليزية: Derrick Henry) هو لاعب كرة قدم أمريكية أمريكي، ولد في 17 يوليو 1994 في يولي في الولايات المتحدة.

## وصلات خارجية
- ديريك هنري على موقع إي إس بي إن.كوم (أن.أف.أل)3
- ديريك هنري على موقع مرجع كرة القدم المحترفة.كوم (الإنجليزية)
- ديريك هنري على موقع كلية كرة القدم في سبورتس رفرنس.كوم (الإنجليزية)